# Les Epesses
Les Epesses ist eine französische Ortschaft in der Region Pays de la Loire im französischen Département Vendée.

## Geografie
Mit einer Fläche von 3129 Hektar und 2984 Einwohnern (Stand 1. Januar 2022) zählt Les Epesses eher zu den kleineren Gemeinden von Frankreich.

## Geschichte
Schriftliche Unterlagen aus dem hohen Mittelalter beurkunden den Bau einer Kirche durch Mönche aus Vézelay in Burgund, dem damals bedeutendsten religiösen Zentrum Frankreichs.
Diese Kirche Notre Dame de Spisses befand sich wahrscheinlich an der Stelle der heutigen Kirche, in der ein Teil des Gebäudes, das eindeutig aus dem Mittelalter stammt, wieder verwendet wurde.
Die Familie Puy du Fou hat die Kirche nach und nach erweitert, und im Schlussstein des Gewölbes ihre Wappen hinterlassen. Die Geschichte der Adelsfamilie Puy du Fou ist seit dem 12. Jahrhundert eng mit dem Leben der Einwohner von Les Epesses verbunden.

## Puy du Fou
Eines der bedeutendsten historischen Gebäude in Les Epesses ist das Renaissanceschloss der Puy du Fou aus Granit und Backstein, welches während der Französischen Revolution teilweise zerstört wurde. Heutzutage beherbergt das Schloss das Ecomusée (Heimatmuseum) und dient als Kulisse des vor mehr als 20 Jahren gegründeten Freilichtschauspiels Puy du Fou.
650 Akteure hinter und vor der Bühne stellen in den Sommermonaten (Juni bis Mitte September) jedes Wochenende ein fantastisches und farbenfreudiges Schauspiel dar. In diesem großen Nachtschauspiel wird die Geschichte der Familie Maupillier dargestellt. Diese Familie lebte seit dem Mittelalter im Puy du Fou. Mehr als sechs Millionen Zuschauer in den 25 Jahren konnten das Spektakel schon verfolgen. Dieses Schauspiel sowie ein Freizeitpark ziehen jedes Jahr mehr als eine Million Touristen an.

## Gemeindepartnerschaften
Im Jahr 1996 unterzeichnete der Leipziger Stadtteil Liebertwolkwitz einen Partnerschaftsvertrag mit Les Epesses.